# Farnese, Viterbo
Farnese är en ort och kommun i provinsen Viterbo i regionen Lazio i Italien. Kommunen hade 1 466 invånare (2018).